# 鉢谷駅
鉢谷駅（パルゴクえき）は、大韓民国京畿道議政府市新谷洞にある議政府軽電鉄の駅である。駅番号はU110。

## 駅構造
相対式ホーム2面2線を有する高架駅。西側の1線は使用されていない。　

### のりば
- のりば番号は未設定。

| 西側 | ● | 未使用                             |
| 東側 | ● | 回龍・軽電鉄議政府・東梧・塔石方面 |

## 駅周辺
- 鉢谷近隣公園
- 鉢谷中学校
- 長岩洞住民センター

## 歴史
- 2012年7月1日 - 議政府軽電鉄が開業。

## 隣の駅
議政府軽電鉄
●議政府軽電鉄　
鉢谷駅 (U110) - 回龍駅 (U111)　